# Dickon Mitchell
Dickon Amiss Thomas Mitchell (n. 8 octombrie 1978, Saint David Parish⁠(d), Grenada) este un politician și avocat din Grenada, care ocupă funcția de prim-ministru al Grenadei din 24 iunie 2022 și este liderul Congresului Național Democrat (NDC) din 2021. A condus partidul său către victorie la alegerile generale din 2022.

## Biografie
Mitchell s-a născut în Petit Esperance, Saint David, Grenada. A obținut o diplomă de licență în drept (cu onoare) de la Universitatea Indiilor de Vest, campusul Cave Hill, și a finalizat Certificatul de Educație Juridică la Școala de Drept Hugh Wooding în 2002.
După absolvire, a lucrat ca avocat asociat la firma Grant, Joseph & Co. În 2017, a fondat propria firmă, Mitchell & Co.

## Carieră politică
Mitchell a fost ales lider al partidului Congresul Național Democrat pe 31 octombrie 2021.

### Prim-ministru al Grenadei
Partidul Congresul Național Democrat, condus de Mitchell, a câștigat alegerile generale din 2022 cu puțin peste 51% din votul popular, obținând nouă din cele cincisprezece mandate disponibile.
Mitchell a reacționat la victoria în alegeri anunțând că va solicita guvernatorului general, Dame Cécile La Grenade, să declare ziua de 24 iunie sărbătoare națională, astfel încât „cetățenii să poată celebra Ziua eliberării și victoria pe care au adus-o Grenadei, insulei Carriacou⁠(d) și insulei Petite Martinique”.
Pe 24 iunie, Mitchell a depus jurământul ca al nouălea prim-ministru al Grenadei, succedându-l pe Keith Mitchell⁠(d) (fără legătură de rudenie). El s-a angajat să pună capăt nepotismului din societatea grenadeză și să reformeze sistemul electoral. A preluat și portofoliul de ministru al finanțelor și a înființat un nou minister: Ministerul Mobilizării, Implementării și Transformării. În discursul rostit la ceremonia de depunere a jurământului de către miniștri, a promis că va plăti salariile restante ale profesorilor.
Susținător al tranziției Grenadei spre statutul de republică, Mitchell a declarat că speră ca această schimbare să aibă loc în timpul mandatului său.